# W66
La W66 était une ogive thermonucléaire américaine destinée à être utilisée dans les missiles d'interception Sprint. Elle est la première bombe à neutrons à avoir été mise en service.

## Description
La W66 était une ogive H construite à 70 exemplaires. de petite puissance (les informations à son propos sont classifiées, mais des rumeurs affirment que sa puissance se situe dans la zone des kilotonnes). 
Son diamètre maximal était de 18 pouces alors qu'elle mesurait au plus long 35 pouces, le tout pesant environ 150 livres.
Elle était conçue dans le but de détruire ou de débiliter une bombe qui exigeait un flux de neutrons pour démarrer sa réaction en chaîne.